# Manželství a mravnost
Manželství a mravnost (orig. Marriage and Morals) je kniha Bertranda Russella, poprvé publikovaná v roce 1929 a vyznamenána Nobelovou cenou za literaturu v roce 1950. Česky vydalo knihu nakladatelství Aventinum v roce 1931 (druhé vydání 1947).

## Obsah
Kniha je pokusem o obnovu a přestavbu sexuální etiky v souladu s požadavky doby. Russell vede otevřenou, ostrou polemiku proti pohledu církve na pohlavní styk a kritizuje starou, staletími posvěcenou představu o hříšnosti sexu, kterou obhajovalo křesťanství. Russell odmítá autoritu církve a zdůvodňuje světskou sexuální etiku, která je nezávislá na církvi. Pro jeho etické učení je příznačný racionalismus a soustředěný zájem o sociální problémy, hněvivé odsouzení církevního potlačení lidského sexuálního chování. Z čistě pozemského, praktickopsychologického stanoviska pohlíží Russell na pohlavní styk a chápe sexualitu jako jednu z hodnot lidského života. Russellův projekt, vyložený v knize Manželství a mravnost, vyzýval k aktivní, pozemské pohlavní morálce, která byla zbavena naboženského obsahu a stavila se proti bojovnému asketismu viktoriánského období.
Kniha se dělí na 20 kapitol a závěr:
1. Kapitola I. Úvod
2. Kapitola II. Matrilineální společnosti
3. Kapitola III. Patriarchální systémy
4. Kapitola IV. Fallický kult, asketismus a hřích
5. Kapitola V. Křesťanská ethika
6. Kapitola VI. Romantická láska
7. Kapitola VII. Osvobození žen
8. Kapitola VIII. Tajnůstkářství v pohlavních věcech
9. Kapitola IX. Význam lásky v lidském životě
10. Kapitola X. Manželství
11. Kapitola XI. Prostituce
12. Kapitola XII. Manželství na zkoušku
13. Kapitola XIII. Rodina v dnešní dobé
14. Kapitola XIV. Rodina v individuální psychologii
15. Kapitola XV. Rodina a stát
16. Kapitola XVI. Rozvod
17. Kapitola XVII. Populace
18. Kapitola XVIII. Eugenika
19. Kapitola XIX. Pohlaví a osobní blaho
20. Kapitola XX. Pohlaví jako jedna z hodnot lidského života
21. Závěr

## Ukázka z díla
—  Bertrand Russell: Kapitola IX „Význam lásky v lidském životě“. 

## Česká vydání
- Manželství a mravnost, Aventinum, Praha 1931, přeložili Otakar Vočadlo a Ludmila Vočadlová, znovu 1947.